# テシー・サフェルカウルス
テシー・サフェルカウルス（Tessie Savelkouls 1992年3月11日- ）はオランダのナイメーヘン出身の柔道選手。階級は78kg超級。身長182cm。体重95kg。

## 人物
2011年のヨーロッパジュニア78kg超級で3位なると、世界ジュニアでも3位となった。2013年にはU23ヨーロッパ選手権で2位、翌年には優勝した。2016年にはグランドスラム・パリで3位となるが、リオデジャネイロオリンピックでは準々決勝で日本の山部佳苗に体落で敗れるなどして7位だった。この際に、LGBTであることを明らかにした。2017年にはグランドスラム・バクーで優勝するが、世界選手権では準々決勝で日本の朝比奈沙羅に後袈裟固で敗れると、その後3位決定戦でもアゼルバイジャンのイリーナ・キンゼルスカに技ありで敗れて5位だった。世界選手権 (無差別)では準決勝でボスニア・ヘルツェゴビナのラリサ・ツェリッチに一本負けすると、3位決定戦でもチュニジアのニヘル・シェイフルフに指導2でリードしながらGSに入ってから技ありを取られて5位にとどまった。その直後に地元で開催されたグランプリ・ハーグでは優勝した。2018年のヨーロッパ選手権では3位になった。2019年のワールドマスターズでは決勝でアゼルバイジャンのイリーナ・キンゼルスカを技ありで破って優勝した。2020年のグランドスラム・パリではロマヌ・ディッコ戦で膝に大けがを負ったが、地道なリハビリが実って2021年の東京オリンピックには出場できることになった。東京オリンピックでは初戦で敗れると、引退を表明した。

## 主な戦績
- 2011年 - ヨーロッパジュニア　3位
- 2011年 - 世界ジュニア　3位
- 2013年 - U23ヨーロッパ選手権　2位
- 2014年 - グランプリ・ザグレブ　3位
- 2014年 - U23ヨーロッパ選手権　優勝
- 2015年 - グランプリ・ザグレブ　3位
- 2015年 - グランドスラム・アブダビ　2位
- 2016年 - グランドスラム・パリ　3位
- 2016年 - ワールドマスターズ　7位
- 2016年 - リオデジャネイロオリンピック　7位
- 2017年 - グランドスラム・バクー　優勝
- 2017年 - ヨーロッパ選手権　7位
- 2017年 - 世界選手権　5位
- 2017年 - 世界選手権 (無差別)　5位
- 2017年 - グランプリ・ハーグ　優勝
- 2018年 - ヨーロッパ選手権　3位
- 2019年 - グランプリ・マラケシュ　2位
- 2019年 - ヨーロッパオープン・タリン　優勝
- 2019年 -　ワールドマスターズ　優勝
- 2020年 -　グランプリ・テルアビブ　2位

(出典、JudoInside.com)。